# ساذرلاند تريل

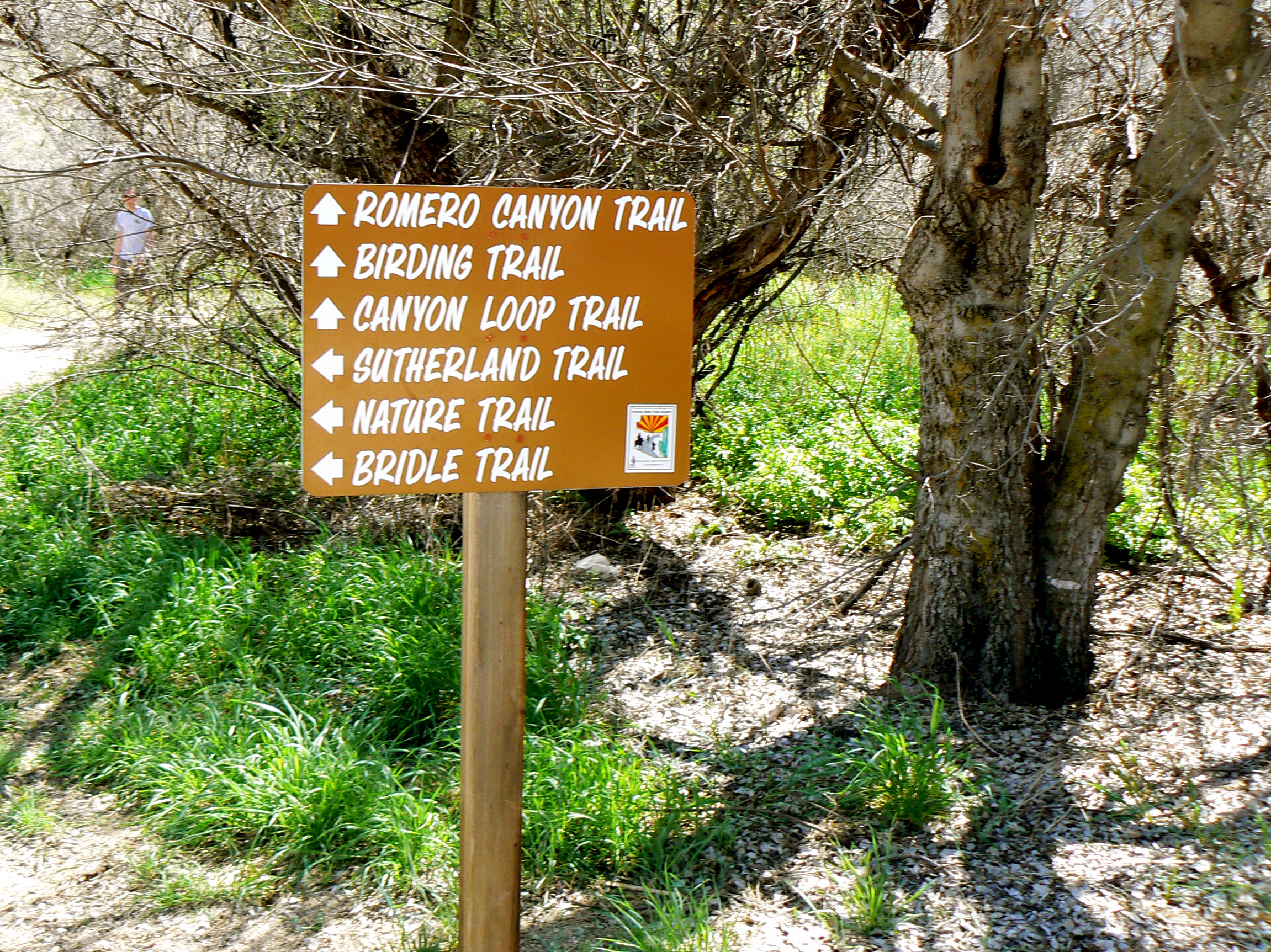

ساذرلاند تريل (Sutherland Trail) هو درب بالقرب من توسون بولاية أريزونا. انهجزء من حديقة ولاية كاتالينا يقع في وادي الذهب. يبلغ طوله 10.5 ميلا (16.9 كم)، [1]الدرب يوصل إلى غابات كورونادو الوطنية التي تمتد على جبل ليمون في قمة من جبال كاتالينا [1].

## التسمية
سميت ساذرلاند تريل بهذا الاسم نسبة إلى عائلة ساذرلاند التي كانت تسكن في المنطقة سنة 1800.[2]
‌